# خيط (غيزانية)
خيط (بالفارسية: خیط) هي قرية وتقع في إيران في قسم غيزانية الريفي.